# Championnat du Maroc de football 1987-1988
Navigation
Édition précédente Édition suivante
La saison 1987-1988 du championnat du Maroc de football voit la victoire du Raja Club Athletic qui remporte son premier titre de champion du Maroc.
Cette saison voit la relégation de 4 clubs, qui sont remplacés par seulement deux clubs, car le championnat marocain passe à 16 clubs à partir de 1988/89.

## Classement final
Classement erroné. On retrouve plus de buts marqués qu'encaissés ce qui entraine une différence de but de -11.
Si vous disposez d'informations vérifiés, votre aide serait très appréciée.
| Rang | Équipe                            | Pts | J  | G  | N  | P  | Bp | Bc | Diff |
| ---- | --------------------------------- | --- | -- | -- | -- | -- | -- | -- | ---- |
| 1    | Raja de Casablanca                | 79  | 34 | 18 | 9  | 7  | 30 | 14 | +16  |
| 2    | Kawkab de Marrakech V             | 74  | 34 | 13 | 14 | 7  | 40 | 25 | +15  |
| 3    | FAR de Rabat T                    | 73  | 34 | 12 | 15 | 7  | 36 | 24 | +12  |
| 4    | Wydad AC                          | 72  | 34 | 14 | 10 | 10 | 41 | 30 | +11  |
| 5    | Union de Sidi Kacem               | 72  | 34 | 14 | 9  | 11 | 34 | 35 | -1   |
| 6    | Olympique de Casablanca P         | 69  | 34 | 12 | 11 | 11 | 42 | 38 | +4   |
| 7    | Hilal de Nador                    | 68  | 34 | 12 | 10 | 12 | 23 | 35 | -12  |
| 8    | IR Tanger P                       | 67  | 34 | 12 | 9  | 13 | 29 | 27 | +2   |
| 9    | Forces Auxiliaires de Ben Slimane | 67  | 34 | 9  | 15 | 10 | 28 | 32 | -4   |
| 10   | KAC de Kénitra                    | 67  | 34 | 11 | 11 | 12 | 21 | 24 | -3   |
| 11   | FUS de Rabat                      | 67  | 34 | 12 | 9  | 13 | 30 | 30 | 0    |
| 12   | Olympique Club de Khouribga       | 67  | 34 | 12 | 9  | 13 | 30 | 30 | 0    |
| 13   | Hassania d'Agadir                 | 66  | 34 | 10 | 12 | 12 | 30 | 25 | +5   |
| 14   | Maghreb de Fès CdT                | 66  | 34 | 11 | 10 | 13 | 31 | 25 | +6   |
| 15   | Renaissance de Settat ↓           | 66  | 34 | 11 | 10 | 13 | 28 | 31 | -3   |
| 16   | Union de Mohammédia ↓             | 62  | 34 | 9  | 10 | 15 | 33 | 40 | -7   |
| 17   | Chabab Mohammédia ↓               | 61  | 34 | 7  | 13 | 14 | 15 | 33 | -18  |
| 18   | Mouloudia Club d'Oujda ↓          | 61  | 34 | 9  | 9  | 16 | 25 | 37 | -12  |

Qualifications africaines
- Coupe des clubs champions africains 1989
- Coupe des clubs champions arabes de football 1989
- Relégation en Championnat du Maroc de football D2

Abréviations
T : Tenant du titre

V : Vice-champion

CdT : Vainqueur de la Coupe du Trône 1987-1988

P : Promus de Championnat du Maroc de football D2

## Bilan de la saison
| Championnat du Maroc de football 1987-1988                        |                                |
| Champion                                                          | Raja de Casablanca (1er titre) |
| Coupes et trophées                                                |                                |
| Vainqueur de la Coupe du Trône 1987-1988                          | Maghreb de Fès                 |
| Qualifications continentales                                      |                                |
| Coupe des clubs champions africains 1989                          | Raja de Casablanca C           |
| Coupe d'Afrique des vainqueurs de coupe 1989                      | Kawkab de Marrakech (forfait)  |
| Coupe des clubs champions arabes de football 1989                 | Wydad AC C                     |
| Coupe des clubs champions arabes de football 1989                 | Kawkab de Marrakech            |
| Coupe des clubs champions arabes de football 1989                 | Olympique de Casablanca        |
| Promotions et relégations                                         |                                |
| Promus en Championnat du Maroc de football                        | Difaâ d'El Jadida              |
| Promus en Championnat du Maroc de football                        | CODM de Meknès                 |
| Relégués en Championnat du Maroc de football de deuxième division | Mouloudia Club d'Oujda         |
| Relégués en Championnat du Maroc de football de deuxième division | Chabab Mohammédia              |
| Relégués en Championnat du Maroc de football de deuxième division | Union de Mohammédia            |
| Relégués en Championnat du Maroc de football de deuxième division | Renaissance de Settat          |